# كاران غانيش
كاران غانيش (24 أكتوبر 1986 - ) (بالإنجليزية: Karan Ganesh)‏ هو لاعب كريكت أمريكي. شارك مع منتخب الولايات المتحدة الوطني للكريكت.

## وصلات خارجية
- كاران غانيش على موقع إي آس بي آن كريك إنفو (الإنجليزية)